# Can Mañac
Can Mañac o Can Masó és un habitatge a la vila de Blanes (Selva) catalogat al'Inventari del Patrimoni Arquitectònic de Catalunya. És un immoble que desemboca a tres carrers, com són el passeig de mar (Cortils i Vieta, 11), passeig de dintre, 2 i passeig de la muralla, 2.

## Arquitectura
La façana principal, és a dir, la que dona al passeig de dintre, consta de quatre plantes: en la planta baixa, hi ha dues obertures quadrangulars. En el primer pis, dues obertures quadrangulars, projectades com a balconades, sustentades per mènsules. En el segon pis, es repeteix la mateixa articulació i solució constructiva, que trobem en el primer pis, però les obertures són de dimensions més petites. Finalment, el tercer pis, està projectat com a golfes o àtic.
En aquesta façana principal, s'observa un gran predomini de rajoles blaves que emmarquen tot l'edifici i que actuen com a cornises de separació entre els diversos pisos. L'abundància d'aquestes rajoles blaves, ha provocat que l'edifici sigui conegut, o es guanyi el pseudònim de la “casa de les rajoles blaves”. Pel fa a la façana posterior, és a dir la que dona al passeig Cortils i Vieta, comporta una distribució bastant semblant i paral·lela a la de la façana principal: quatre plantes, en la planta baixa, hi ha una àmplia obertura en forma d'arc de mig punt rebaixat. En el primer pis, trobem una gran finestra central, de mig punt rebaixada, amb una llum molt més accentuada i dilatada que no pas la sageta. En els extrems d'aquesta finestra, s'hi disposa un aparell motllurat en forma de capitell que barreja formes humanes i animals. Capitells d'altra banda, sense cap mena de funcionalitat arquitectònica i pràctica específica, sinó que són dissenyats i projectats com a mer ornament. Finalment, aquesta finestra central, apareix flanquejada per dues finestres minúscules, emmarcades també per un joc de motllures.
El segon pis està articulat per la disposició central de tres finestres de mig punt amb columnes i capitells molt austers i senzills. Finalment, cal remarcar, en aquest espai, la presència d'un pati, així com la poca proliferació de rajoles blaves, per no dir cap.

## Història
Aquest immoble és una de les darreres mostres amb un cert valor arquitectònic que es conserven en aquest primer tram del passeig blanenc, després d'haver viscut multitud d'històries: ser testimoni privilegiat de la transformació arquitectònica de la façana marítima de la vila fa temps que viu oblidat i en un estat deplorable. Aquest supervivent de l'especulació urbanística, que va experimentar la vila durant la dècada dels anys 60 i a principis dels 70, sembla que passi desapercebut per a tothom. Tot i que no es tracta de cap maravella arquitectònica, el fet de ser una de les últimes construccions “d'americanos” que encara resten dempeus, així com per la rica història de la família que hi va residir, hauria de ser un motiu suficient per trobar la manera que es conservés i fos restaurada.
Buscant els orígens d'aquesta casa, ens remuntem a la figura d'Esteve Verdaguer; patró de barca blanenc, mort l'any 1848, el qual va dedicar la seva vida als negocis marítims amb les Amèriques, on va aconseguir una gran fortuna i arribar a ser el propietari d'una important “hacienda” a Puerto Rico que es dedicava al cultiu de la canya de sucre. A la seva mort, en no conservar hereus directes amb vida, va ser declarada hereva universal la seva neta Obdúlia Verdaguer Teixidor, casada amb el blanenc Fèlix Massó Soler.
Els cinc fills del matrimoni, Masó-Verdaguer, sobretot les tres noies, van mantenir un estret lligam amb Blanes, ja que van participar activament en la vida de la vila, i van escollir Blanes com a segona residència. Sembla que la filla gran del matrimoni, Felisa, va rebre com a regal de noces aquesta casa del passeig de mar de Blanes. Felisa s'havia casat amb Santiago Garriga Miquel, i fruit d'aquest matrimoni va néixer Joan Garriga i Massó, influent polític que va representar Blanes a les Bases de Manresa i va ser membre destacat de la conservadora “lliga Regionalista”, el primer partit polític catalanista, on va col·laborar estretament amb Enric Prat de la Riba i Francesc Cambó. El mateix succeeix amb la presència a Blanes de les germanes petites de Felisa, l'Aurora i l'Obdúlia, que també van viure en una de les luxoses cases del passeig.